# Les Éditions de l'Homme
Les Éditions de l’Homme est une maison d'édition québécoise fondée en 1958 par Jacques Hébert, journaliste et propriétaire du journal Vrai, et Edgar Lespérance. Elle appartient aujourd'hui au Groupe Livre Québecor Média. Son siège social est à Montréal.

## Historique
En 1958, le journaliste Jacques Hébert demande à l'imprimeur Edgar Lespérance, qui est déjà actif dans la distribution de romans populaires, de publier son livre Coffin était innocent, consacré à l'affaire Coffin. Les Éditions de l'Homme sont ainsi lancées, mais Hébert doit bientôt céder l'entreprise à Lespérance. Il y demeure cependant comme éditeur. Le livre d'Hébert se vend bien et, deux ans plus tard, Les Insolences du frère Untel, de Jean-Paul Desbiens, devient un grand succès de l’édition québécoise. 
En 1961, Hébert quitte pour fonder les Éditions du Jour, et Alain Stanké lui succède comme éditeur, poste qu'il conserve jusqu'en 1971. Au décès d'Edgar Lespérance en 1964, c'est son fils Pierre qui reprend l'entreprise. Ce dernier crée le groupe Sogides en 1968 en rachetant quelques maisons d'édition et agences de distribution ; les Éditions de l'Homme deviennent la pierre d'assise du groupe. 
À partir de 1968, les Éditions de l'Homme se spécialisent dans le domaine du livre pratique, du document politique (par exemple Option Québec de René Lévesque) et des ouvrages de vulgarisation. Le volet littéraire de Sogides est plutôt confié au groupe Ville-Marie Littérature. Dans les années 1970, la maison se lance aussi dans l'édition de beaux-livres. Un bureau est ouvert à Paris en 1979 avec Huguette Laurent comme éditrice déléguée,. En 2008, la maison d'édition réalise le tiers de son chiffre d'affaires en France. 
Pierre Bourdon devient éditeur en 2000. 
En octobre 2005, Pierre Lespérance vend l'ensemble du groupe Sogides, incluant les Éditions de l'Homme, au conglomérat Québecor. Ayant atteint l'âge de 67 ans et sans relève pour diriger l'entreprise, il dit avoir pris cette décision pour assurer l'avenir de Sogides. En date de 2022, les Éditions de l'Homme font partie du Groupe Sogides qui constitue le secteur Livre de Québecor Média.
En 2012, les Éditions de l'Homme renouent avec la littérature québécoise en publiant les romans Princesse Yennenga de Réjean Tremblay et La dernière semaine de mai de Christian Tétreault.